# Xargs
xargs je Unix naredba, obično dostupna na svim *nix operacijskim sustavima kao naredba sustava. Služi za izgradnju naredbi tako što sve što dolazi na standardni ulaz (STDIN) ne prosljeđuje naredbi koja slijedi u komadu, nego xargs prosljeđuje ulaz redak po redak. Naredbe kao što su grep i awk mogu prihvatiti standardni ulaz kao parametar putem cijevi (pipe). Međutim, naredbe poput cp, printf-a i echo ne znaju čitati STDIN nego primaju parametre ili kao parametar napisan iza dotične naredbe (cp, echo itd.) ili preko xargs-a. Također, Linux jezgra prije inačice 2.6.23 nije mogla procesirati proizvoljno duge liste parametara, pa je jedino rješenje u bashu ili nekoj drugoj Linux ljusci bila uporaba naredbe xargs.

## Primjeri
```
ls
 
-al
 
|
 
grep
 
'^-'
 
|
 
awk
 
'{ print $1,$5,$9 }'
 
|
 
xargs
 
printf
 
"%s %8s %s\n"

```

Čemu služi gornji kôd pročitajte u članku AWK, bitno je to da naredbama echo ni printf nije moguće direktno proslijediti ono što želite ispisati, nego je potrebno uporabiti naredbu xargs.
```
$ 
echo
 
{
0
..9
}
 
|
 
xargs
 
-n
 
2

0 1

2 3

4 5

6 7

8 9

```

echo {0..9} ispisat će "0 1 2 3 4 5 6 7 8 9", ako želite neki drugi oblik ispisa možete uporabiti for petlju, ali je u bashu elegantnije rješenje naredba xargs, koja može prosljeđivati parametre jedan po jedan, dva po dva odnosno proizvoljno zadani broj njih odjednom.

## Vanjske poveznice
- https://www.gnu.org/software/findutils/manual/html_node/find_html/Invoking-xargs.html